# N17 (Sudáfrica)
La N17 es una ruta nacional en Sudáfrica que va de Johannesburgo a Oshoek (Ngwenya) en la frontera con Eswatini. Pasa por Springs, Bethal y Ermelo.
La sección de la N17 de Johannesburgo a Springs es una doble calzada y es una ruta de peaje nacional. Fue la primera carretera de peaje urbana en Gauteng. Va desde la M11 Wemmer Pan Road en Johannesburgo hasta Tonk Meter Road en Springs. La primera parte de la N17 solía ser la antigua R77 que corría desde la M46 Rand Airport Road hasta la R23. Como parte del Plan de Mejora de la Autopista Gauteng, se han realizado dos carreteras deslizantes que unen la N17 con la N12. Ahora es posible viajar desde la N17 Oeste a la N12 Oeste y desde la N12 Este a la N17 Este, ambos en el Intercambiador de Elands (anteriormente sólo era posible a través de la N3). Desde Tonk Meter Road la N17 es una autopista de carretera única. El tramo de Springs a Leandra, que termina en el intercambiador con la R50, fue construido por la entonces Administración Provincial Transvaal (TPA) en 1990 como una sola calzada. (El R29 corrió junto a la N17 de Springs a Leandra).
Desde Leandra, el N17 siguió la alineación del R29 a Ermelo, y a partir de entonces el R65 a Oshoek. Sin embargo, la N17 en ese momento atravesó cuatro ciudades (Leandra, Kinross, Trichardt y Bethal) causando retrasos al público viajero, y riesgos de seguridad para el público local, especialmente los peatones. El R29 también estaba mal tapizado, y sin pasar carriles ni siquiera hombros, haciendo peligroso el tramo de Leandra a Ermelo.
SANRAL comenzó con investigaciones de factibilidad de peaje en 2001 para la N17 después de lo cual se nombraron consultores para la rehabilitación, actualización, así como el diseño de nuevas secciones para la N17 de Springs a Ermelo. Con el fin de permitir a SANRAL devolver los préstamos para la financiación del proyecto de rehabilitación, era inevitable que la N17 de Springs a Oshoek en la provincia de Mpumalanga también fuera declarada una carretera de peaje continua y se levantarán plazas de peaje.
La calzada existente de un solo carril entre Springs y Leandra ha sido rehabilitada con mejoras en la alineación vertical y horizontal, arcenes pavimentados, intercambios separados de grado en la R548 (Devon/Balfour) y R42 (Delmas/Nigel), y carriles de escalada/paso. El nuevo tramo entre Leandra y Trichardt (21 km) se ha completado, y la primera plaza de peaje en el intercambiador con la R50 ya está abierta. A partir de octubre de 2011, el N17 se une a la antigua alineación justo al este de Kinross. Otras mejoras incluirán una nueva sección más allá de Trichardt (3 km) y en Bethal (1,5 km).
La N17 East Toll Road comprende las secciones 2, 3, 4 y 5 de la carretera N17 proclamada. En términos generales, la ruta se puede describir como la N17 existente entre Springs y Oshoek, con aproximadamente 26 km de secciones de nueva construcción. La longitud total de la ruta es de 290 km. (330 km con sección 1 incluida).

## Ruta

### Gauteng
La N17 comienza en los suburbios del sur de Johannesburgo, al norte de Rosettenville, en un t-junction con Wemmer Pan Road (carretera M11 de Johannesburgo), dirigiéndose hacia el este. Continúa hacia el este durante diez kilómetros (con dos rampas de salida solo hacia el oeste en las carreteras M19 y M31), pasando por debajo de la N12 Highway (Johannesburg Ring Road), para formar un intercambio con la autopista N3 justo al sur del aeropuerto de Rand. Como parte del Proyecto de Mejora de la Autopista Gauteng, ahora hay dos carreteras deslizantes; uno que une la N17 Oeste con la N12 Oeste y otro que une la N12 Este con la N17 Este (anteriormente sólo es posible a través de la autopista N3). En el intercambiador de la N3 se encuentra la Gosforth Toll Plaza (la primera plaza de peaje N17).
Desde el intercambiador de la N3, la N17 va hacia el este a través de la ciudad de Ekurhuleni durante 30 kilómetros, pasando por Germiston, Boksburg, Benoni y Brakpan, hasta Springs, donde hay cruces fuera de rampa con Tonk Meter Road (M63 Road) y Nigel-Springs Road (carretera R51). Esto marca el final de la sección 1 de la ruta N17 proclamada. En este tramo, en el cruce R23 en el suburbio de Dalpark en Brakpan, hay una puerta de peaje (Dalpark Toll Plaza).
La Ruta Nacional N17 continúa durante 50 kilómetros hacia el este desde springs Junction, pasando por Devon (la última ciudad de la provincia de Gauteng), hasta llegar a la ciudad de Leandra, que es la primera ciudad en la provincia de Mpumalanga. Esto marca el final de la sección 2 de la ruta N17 proclamada.
Desde Johannesburgo, la N17 es seguida por la carretera R29 (paralela de Springs). Esta carretera se puede utilizar como alternativa en tiempos en que la N17 Sección 2 está experimentando problemas.

### Mpumalanga
En Leandra, la N17 llega a una intersección con la carretera R50, que es el final de la sección 2. En este intercambio, hay una puerta de peaje.
La N17 solía formar una forma de Z en Leandra, siendo simultánea con la R50 desde este cruce hacia el noroeste durante 3 kilómetros hasta el cruce con la R29, donde la N17 continuaría hacia el este. Pero hoy en día, la N17 es una carretera continua desde su cruce principal con la R50. (Evitando el centro de Leandra y el próximo centro de Kinross pasando por alto hacia el sur)
Así, como el R29 solía terminar en el cruce con el R50, ahora también continúa hacia el este en ese antiguo tramo de la ruta N17 a través de Leandra Central y Kinross Central, permaneciendo una ruta alternativa a la actual N17.
Desde el cruce de la R50, la N17 continúa hacia el este durante veinte kilómetros, pasando por Kinross, para encontrarse con la carretera R580 en un punto al noreste de Evander y al noroeste de Secunda, que marca el punto donde la N17 une su antigua alineación. Este cruce, conocido como el Cruce de la Estación de Lovaina, también marca el extremo oriental de la ruta R29 (la carretera N17 ya no tiene una ruta paralela de respaldo que la sigue durante el resto de su longitud).
Desde el cruce R29/R580, la N17 continúa hacia el este durante otros diez kilómetros hasta llegar a la ciudad de Trichardt. Como la N17 solía pasar por el centro de Trichardt, ahora se ha realineado para evitarlo hacia el norte, quedando una carretera continua. Justo después de que Trichardt sea un peaje.
Desde Trichardt, la N17 continúa hacia el este durante 25 kilómetros hasta llegar a la ciudad de Bethal, que marca el final de la sección 3 de la proclamada ruta N17. Se están llevando a cabo planes para encontrar una ruta de construcción con el fin de que el tráfico se salte el centro de la ciudad.
Al norte del centro de Bethal, la N17 se encuentra con las rutas R35 y R38 y se convierten en una carretera a través del centro de la ciudad. En la estación de policía de Bethal, el R38 se convierte en su propia carretera al suroeste y en los suburbios del sur, el R35 se convierte en su propia carretera hacia el sur.
Desde la división R35 en Bethal, la N17 va hacia el este durante cincuenta kilómetros hasta la ciudad de Ermelo, que marca el final del tramo 4 de la proclamada ruta N17. Antes de Ermelo es la última plaza de peaje N17. Se están llevando a cabo planes para encontrar una ruta de construcción con el fin de que el tráfico se salte el centro de la ciudad.
En Ermelo Central, la N17 entra como calle Joubert y se encuentra con la terminal noreste de la carretera R39 antes de llegar a una intersección con la ruta nacional N11 (Kerk Street), a un kilómetro al norte de la intersección de la N11 con la carretera nacional N2 terminus. La N17 se une a la N11 hacia el norte hasta el cruce con Fourie Street, donde la N17 gira hacia el este. La ruta continúa hacia el noreste, encontrándose con la terminal occidental de la carretera R65.
En el cruce con la carretera R36 a 7 kilómetros de Ermelo Central, la N17 continúa por un giro a la derecha.
3 kilómetros antes de la ciudad de Warburton, la N11 se une a la ruta R33 hacia el este y son una carretera, pasando por alto Warburton, durante 10 kilómetros antes de que el R33 se convierta en su propia carretera hacia el sur.
La N17 continúa hacia el este para llegar al puesto fronterizo de Oshoek con Suazilandia, marcando su final. Se convierte en la carretera MR3 en el otro lado y procede a través de Ngwenya a la ciudad de Mbabane (la capital de Eswatini).
La 5ª y última sección de la proclamada ruta N17, desde Ermelo hasta Chrissiesmeer, Warburton y Hartebeeskop hasta Oshoek es de 123 kilómetros. La distancia total de la Ruta Nacional N17 desde Johannesburgo es de 330 Kilómetros. (a 290 kilómetros de Springs)

## Ampliación propuesta
A menudo se olvida que la N17 (Sección 1) está destinada a continuar hacia el oeste desde su actual terminal con la M11 en Wemmer Pan Road, Johannesburgo a Krugersdorp. Esto lo convertiría en el muy necesario segundo enlace entre el Este y el Oeste de Rand (actualmente el enlace es a través de la N12/N3/M2 y Main Reef Road R41 Or Albertina Sisulu Road R24).
Como parte de la infraestructura construida para la Copa Mundial de Fútbol en 2010, se ha construido una pequeña porción de la N17, sección 1, incluyendo un intercambio con la autopista N1 (Johannesburg Western Bypass) (solo en rampa norte y sur en rampa). Sin embargo, la N17 sigue siendo una carretera de doble calzada, y no una autopista para este tramo. Se ejecuta a unos 8 km de la M5 Baragwanath Road (Nasrec Road) al norte del estadio FNB y luego se aleja bruscamente de su alineación para terminar en el extremo norte de Klipsruit Road al norte de Soweto. A pesar de que este corto tramo de carretera está etiquetado como la N17 al público cercano, no hay planes para construir el resto de la N17 en ninguna de las dos direcciones.

## Mejoras en detalle

### Mejoras en la sección entre Springs y Leandra (48km)
SANRAL construyó intercambios en las intersecciones de Nigel y Devon para abordar las altas tasas de accidentes. Además, se construyeron carriles de paso y escalada.

### Nueva sección entre Leandra y leven Station (21 km)
Esta es una sección completamente nueva. El tramo fue construido como una carretera de acceso limitado con intercambios. Inicialmente, sólo se ha construido una calzada de una futura doble calzada. El tramo tendrá arcenes pavimentados y carriles de paso y escalada. En este tramo se construirá una plaza de peaje de línea principal.

### Mejoras en el tramo entre la estación de Loven y Trichardt (12 km)
El pavimento será rehabilitado a medida que haya llegado al final de su vida útil del diseño. La adición de arcenes pavimentados, así como los carriles de paso y escalada. Se construirá una sección de circunvalación alrededor de Trichardt (3 km). Las intersecciones separadas de grado se proporcionarán en intersecciones de gran volumen.

### Sección entre Trichardt y Bethal (30km)
El pavimento será rehabilitado a medida que haya llegado al final de su vida útil del diseño. La adición de arcenes pavimentados, así como los carriles de paso y escalada. La construcción de una carretera de enlace para eliminar la alineación escalonada de la ruta a través de Bethal (1,5 km). El suministro de intersecciones separadas de pendiente en intersecciones de gran volumen. En este tramo se construirá una plaza de peaje de línea principal.

### Tramo entre Bethal y Ermelo (50km)
El pavimento será rehabilitado a medida que haya llegado al final de su vida útil del diseño. La mejora de la alineación vertical y horizontal de la carretera. La adición de arcenes pavimentados, así como los carriles de paso y escalada. Consolidación de accesos y mejora de intersecciones. En este tramo se construirá una plaza de peaje de línea principal.

### Tramo entre Ermelo y Oshoek (130km)
Inicialmente, este tramo se mantendrá correctamente como parte del proyecto de peaje. A partir de entonces, seguirán las siguientes acciones:
Acciones periódicas de mantenimiento;
Pequeñas mejoras de la alineación vertical y horizontal de la carretera;
La adición de un estrecho arcenes pavimentados, así como los carriles de paso y escalada; consolidación de accesos y mejora de intersecciones;